# 希金斯比奇 (緬因州)
希金斯比奇（英語：Higgins Beach）是位於美國緬因州坎伯蘭縣的一個非建制地區。

## 地理
希金斯比奇所處的海拔為高於海平面6米（即20英呎），而該地所採用的時區為UTC-5，即北美东部時區（EST）。同時該地設有夏令時間，為UTC-5調快一小時，即UTC-4（EDT）。